# Dorfkirche Beesdau

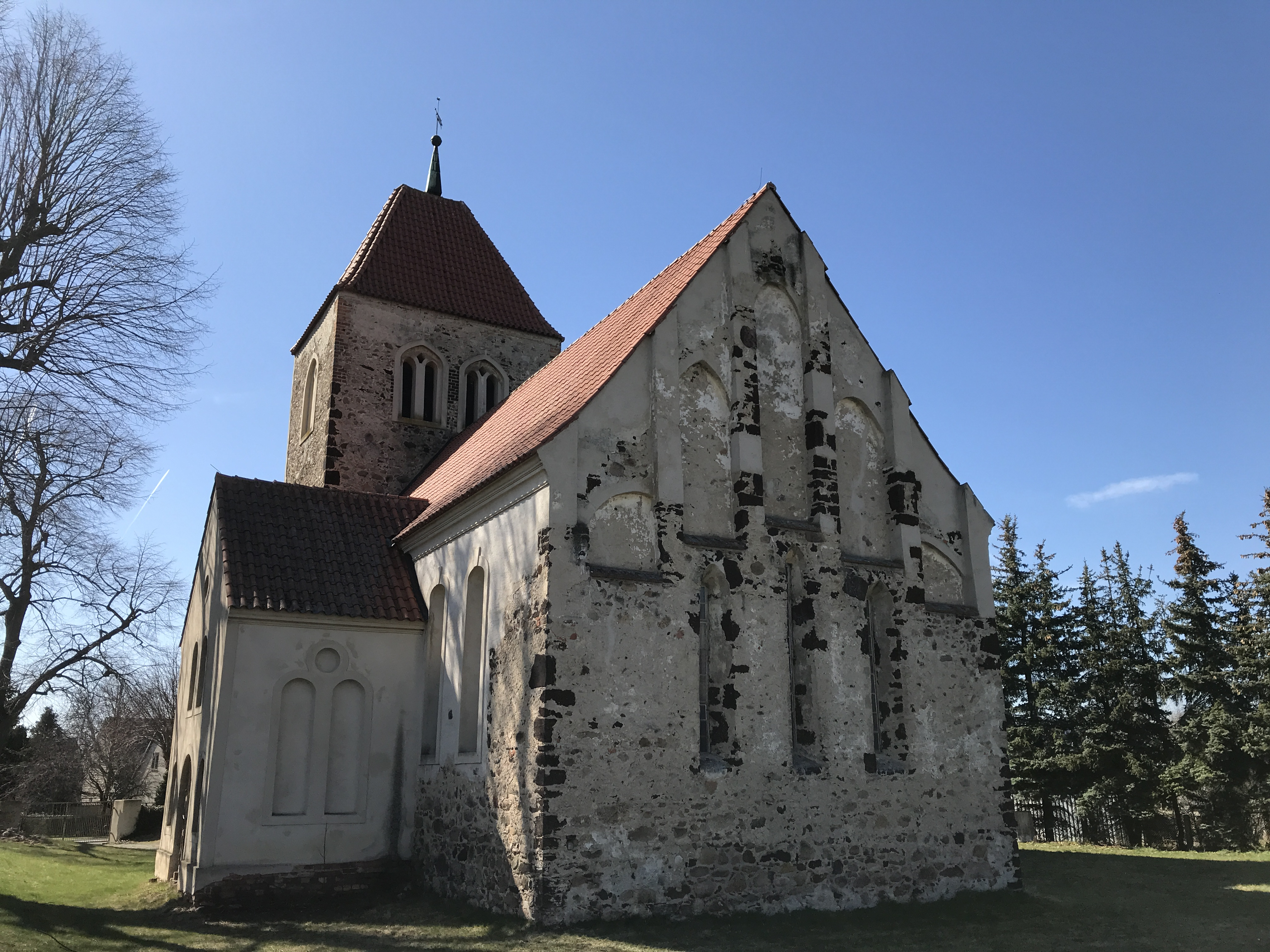
Dorfkirche Beesdau

Die evangelische Dorfkirche Beesdau ist eine Feldsteinkirche in Beesdau, einem Ortsteil der Gemeinde Heideblick im Landkreis Dahme-Spreewald im Land Brandenburg. Die Kirchengemeinde gehört zum Kirchenkreis Niederlausitz der Evangelischen Kirche Berlin-Brandenburg-schlesische Oberlausitz.

## Lage
Die Straße der Einheit führt von Nordwesten kommend in südöstlicher Richtung durch den Ort. In der Mitte des historischen Straßendorfs steht das Bauwerk nordöstlich der Straße auf einem Grundstück, das mit einer Mauer aus unbehauenen und nicht lagig geschichteten Feldsteinen und einigen Hecken eingefriedet ist.

## Geschichte
Über das genaue Baudatum gibt es unterschiedliche Angaben. Das Brandenburgische Landesamt für Denkmalpflege und Archäologische Landesmuseum gibt in seiner Denkmaldatenbank das 14. Jahrhundert als Bauzeit an. Das Dehio-Handbuch vermutet einen Baubeginn in der zweiten Hälfte des 14. Jahrhunderts. Dendrochronologische Untersuchungen am Dachstuhl des Westturms ergaben, dass das dort verwendete Holz 1482 und 1483 geschlagen wurde. Der Turm wurde aus bislang nicht geklärten Ursachen breiter als ursprünglich geplant ausgeführt. Baumeister der Zeit verkleinerten eher die Grundfläche, um Baumaterial einzusparen und gleichzeitig höhere Türme errichten zu können. In Beesdau sind im Turminnern jedoch Verzahnungen erhalten geblieben, die darauf hinweisen, dass der Turm ursprünglich einen Meter schmaler werden sollte. 1501 erneuerten Handwerker den östlichen Giebel des Kirchenschiffs und bauten 1515 das obere Turmgeschoss mit den Klangarkaden auf. In der zweiten Hälfte des 16. Jahrhunderts hatten die von Polentz das Kirchenpatronat inne. Auf ihr Geheiß hin bauten Handwerker den Innenraum zur Memorialkirche um. Der sächsische Einfluss der aus Meißen stammenden Familie war dabei prägend für die Kirchenausstattung. 1751 brannte es in der Kirche. 1869 kam eine Südvorhalle hinzu, die den Zugang zur Patronatsloge ermöglichte. Diese wurde 1996 restauriert.

## Baubeschreibung

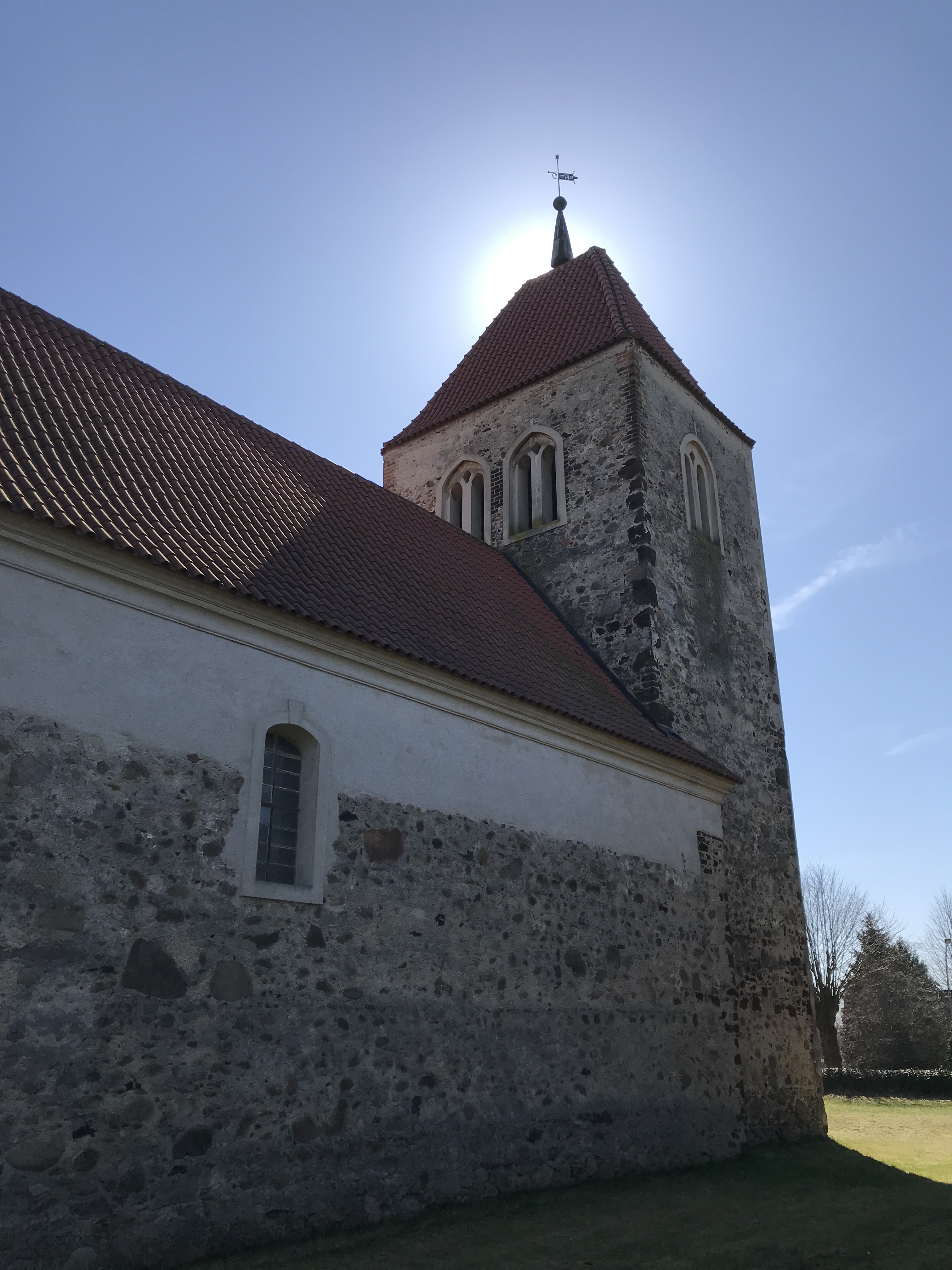
Ansicht von Nordosten

Die Baumeister verwendeten an diesem Bauwerk im Wesentlichen Feldsteine, die meist nicht behauen oder lagig geschichtet wurden. Einzelne Stilelemente, wie beispielsweise die Ecksteine am Chor wurden mit behauenen Raseneisensteinen gestaltet. Bei Ausbesserungsarbeiten kamen meist rötlicher Mauerstein oder Gesteinssplitter zum Einsatz.
Der Chor ist gerade und nicht eingezogen. An der östlichen Seite ist ein Lanzett-Drillingsfenster, das ursprünglich sein dürfte. Darüber ist ein gestaffelter Giebel mit fünf Blenden, der im 15. oder 16. Jahrhundert neu errichtet wurde. Die beiden äußeren Blenden sind dabei segment-, die drei mittleren spitzbogenförmig. An der nördlichen Chorwand sind die Reste einer zugesetzten, gedrückt-segmentbogenförmigen Priesterpforte erkennbar. Sie ist hell verputzt, darunter Mauerstein. Darüber sind die Reste eines giebelförmigen Ansatzes erkennbar, der bis kurz unterhalb der Dachtraufe gereicht haben muss. Dabei könnte es sich um eine Sakristei gehandelt haben. An der Südseite sind zwei große Rundbogenfenster, deren Fasche verputzt und deren oberer Schlussstein hervorgehoben ist.
Das Kirchenschiff hat einen rechteckigen Grundriss. An der nördlichen Wand ist lediglich ein kleines, segmentbogenförmiges Fenster mit einer ebenfalls verputzten Fasche und betontem Schlussstein. An der Südseite dominiert der zweigeschossige Anbau. Er hat einen rechteckigen Grundriss und kann von der Südseite über ein großes Rundbogenportal betreten werden. Daneben sind je ein kleines rundbogenförmiges Fenster; zwei weitere mittig über der Pforte. Darüber ist eine kreisförmige Blende. An der West- und Ostseite sind zwei gekuppelte Rundbogenblenden, die sich über beide Geschosse erstrecken. Mittig ist eine weitere Kreisblende. Am südlichen Kirchenschiff sind nach Westen hin zwei weitere große Fenster. Das rechte schneidet eine Gemeindepforte mit einem Gewände aus Raseneisenstein, das mit rötlichem Mauerstein zugesetzt ist. Die oberen Bereiche des Schiffs sind verputzt, darunter ist die Baustruktur erkennbar.
Der querrechteckige Westturm ist leicht eingezogen. Seine Ecken werden durch einen Zahnputz betont. Mittig ist an der Westseite eine gedrückt-segmentbogenförmige Pforte, die Ausbesserungsarbeiten mit rötlichem Mauerstein aufweist. Oberhalb ist das Seemannsgrab in Putz nachgebildet. Darüber ist ein hochrechteckiges, schmales Fenster. Die Nord- und Südseite sind geschlossen. Im Glockengeschoss sind an der West- und Ostseite je zwei, an der Nord- und Südseite je eine spitzbogenförmige Blende, in die je zwei gekuppelte, rundbogenförmige Klangarkaden mit einer hochgesetzten Raute eingelassen sind. Darüber ist mittig ein Kreuz. Das Walmdach schließt mit einer Wetterfahne und einem Stern ab.

## Ausstattung
Das im Dehio-Handbuch als „monumental“ bezeichnete Altarretabel schuf der Bildhauer Samuel Hanauer aus Strehla im Jahr 1606 oder 1616. Es besteht aus einem dreigeschossigen Aufsatz, der einer Ädikula nachempfunden ist. Die freistehenden Säulen sind mit Beschlagwerk verziert. Im Mittelstreifen ist in klassischer Abfolge das Abendmahl Jesu, die Grablegung sowie die Himmelfahrt abgebildet. An den mit Vouten verzierten Wanden ist die Stifterfamilie kniend abgebildet. Die Ädikula krönt ein Gesims mit Wangen, auf denen die Evangelisten zu sehen sind. Darüber ist eine Kartusche mit dem Phönix sowie ein Engel, der in eine Posaune bläst. Ein weiteres Werk Hanauers steht in der Kirche St. Nikolai in Lübbenau. Die Kanzel wurde aus Sandstein im Jahr 1566 gefertigt. Der Kanzelkorb ist rund und wird von mehreren Engeln getragen. Auf der Brüstung ist mittig ein Relief des Garten Edens abgebildet; darüber Gott der Vater. Seitlich sind zwei Kindergrabsteine.
Westlich der Kanzel ist ein Grabstein für den 1620 verstorbenen Jacob von Polentz sowie ein Doppelgrabstein für den 1564 verstorbenen Hans von Polentz sowie seine Frau Dorothea. Dabei handelt es sich um ein Werk von Georg Schröter aus Torgau aus dem Jahr 1565, der unter einem Flachgiebel die Vita der Verstorbenen in den Stein einarbeitete. Schröter schuf 1564 ein weiteres Werk, das an Elisabeth von der Schulenburg sowie Anna von Ziegesar erinnert, die beide 1563 starben. Wolf Mönch, ebenfalls aus Torgau, schuf einen Grabstein, der an Sarah von Loß erinnert, die 1609 verstarb. Sein bekanntestes Werk ist eine Figur Mose, die im Kloster Marienstern in Mühlberg/Elbe steht. In der Nordwand des Kirchenschiffs ist eine Sakramentsnische, die aus der Bauzeit stammen könnte.
An der Nord- und Ostwand sind umfangreiche Wandmalereien aus der Zeit um 1480/1490. Sie gehören vermutlich zur gleichen Werkgruppe wie die Arbeiten in der Dorfkirche Riedebeck und Goßmar. Sie zeigen die Passion sowie die Stigmatisation des Franz von Assisi und sind mit Rankenmalereien verziert. Größere Bereiche werden dabei von Epitaphen verdeckt, die mit Relieffiguren der Verstorbenen ausgestattet sind, darunter Jacob von Polentz, der 1549 verstarb. Zwei weitere Figurengrabsteine erinnern an einen Ritter von Polentz sowie Elisabeth von Polentz, die 1587 bzw. 1620 starben. Eine Malerei an der Ostwand zeigt das Martyrium des Laurentius von Rom. Die Wandmalereien wurden in den Jahren 1996 sowie von 2000 bis 2002 teilweise restauriert.
Das Bauwerk hat in seinem Innern eine Putzdecke, die ein hölzernes Tonnengewölbe aus dem Ende des 15. oder dem Anfang des 16. Jahrhunderts ersetzt. Darauf weisen auch das erhöhte Lanzett-Drillingsfenster sowie die Reste eines Freskos auf dem Schildbogen hin. Der Sakralbau in Beesdau folgte damit einem regionalen Trend dieser Zeit, den Chorbereich mit hölzernen Tonnen zu versehen, die in den Dachraum hineinreichten.
Südwestlich des Bauwerks steht ein Denkmal für die Gefallenen aus dem Ersten Weltkrieg.